# Breckerfeld
Die Hansestadt Breckerfeld [brɛkɐˈfɛɫt] ist eine Kleinstadt im südöstlichsten Teil des Ruhrgebiets in Nordrhein-Westfalen und ist die südlichste kreisangehörige Stadt des Ennepe-Ruhr-Kreises. Sie hat raumordnerisch die Funktion eines Grundzentrums.

## Geografie

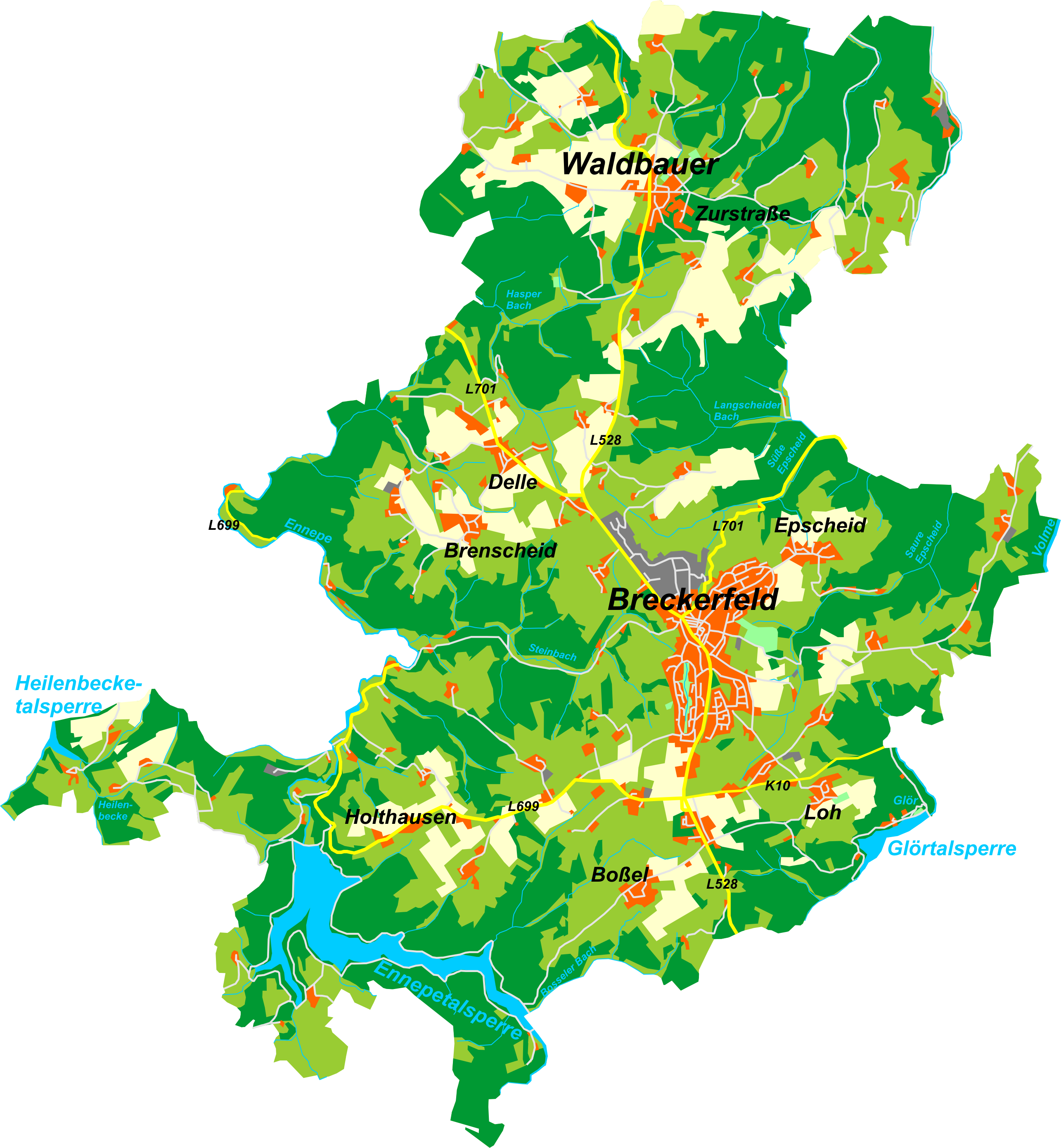
Karte von Breckerfeld

Breckerfeld liegt ungefähr 17 km südlich von Hagen. Sie ist die flächenmäßig drittgrößte, aber der Einwohnerzahl nach kleinste Stadt des Ennepe-Ruhr-Kreises. Sie besitzt eine weitgehend ländliche Struktur in hügeliger Landschaft (devonische Rumpfflächenlandschaft des Rheinischen Schiefergebirges). Die höchste Erhebung, der Wengeberg, erreicht 441 m ü. NN und ist auch die höchste Erhebung des Ruhrgebiets. Die Luvlage am nördlichen Rand des Rheinischen Schiefergebirges sorgt für ein recht kühles, regenreiches Klima mit Jahresniederschlägen um 1200 mm.

### Stadtgliederung

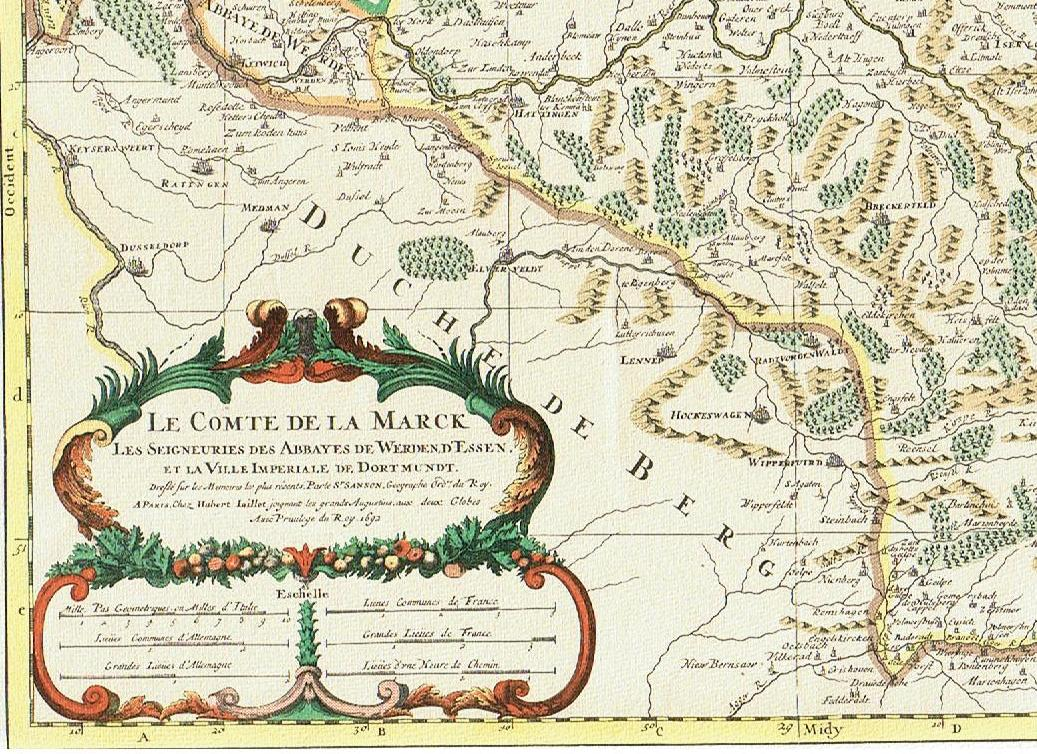
Kartenausschnitt Le Comte de la Marck, Sanson 1692

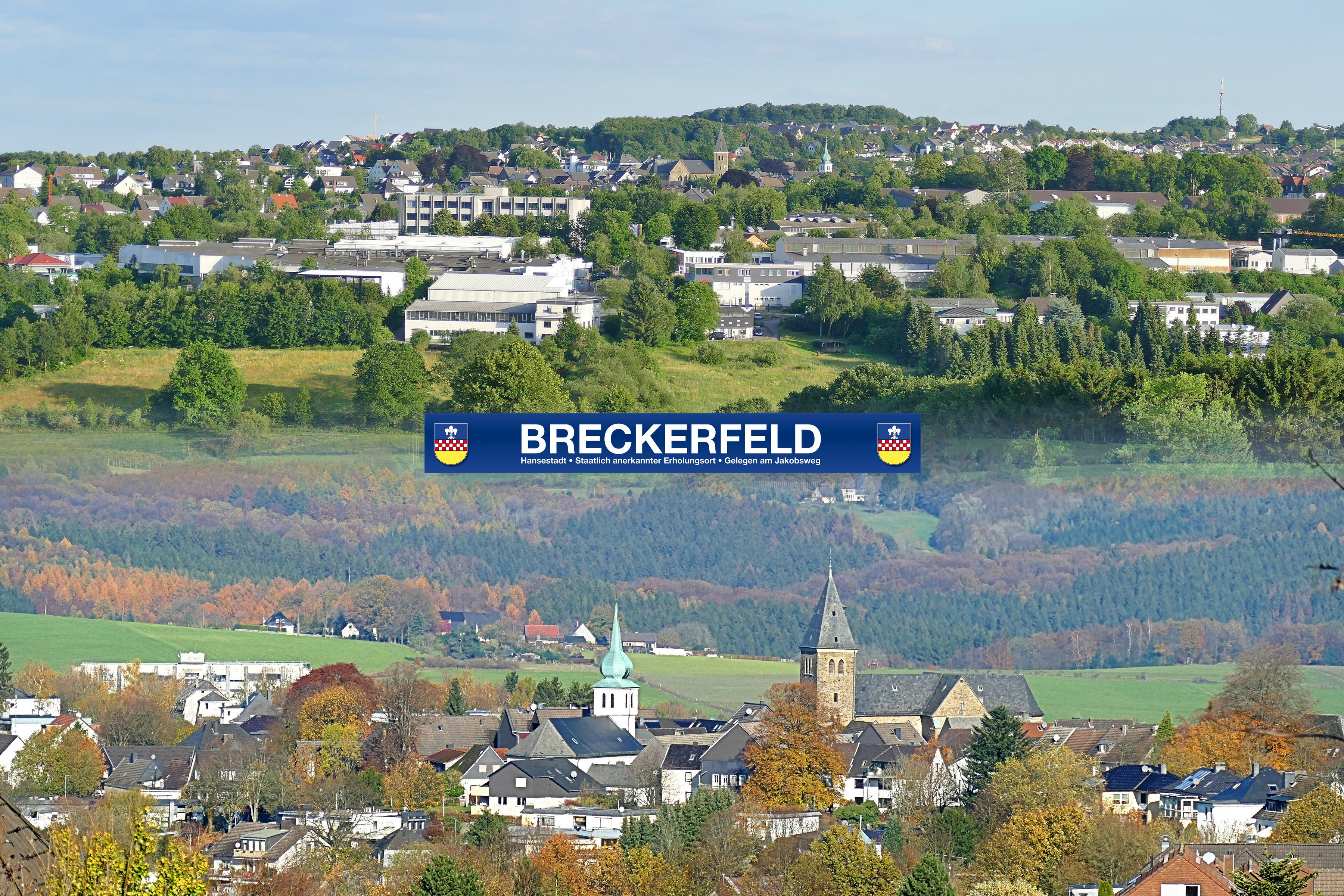
Blick von Norden und von Süden auf die Stadt.

Die Stadt Breckerfeld gliedert sich formal in zwei Stadtteile:
- Breckerfeld
- Waldbauer (Zurstraße)

Neben den Ortskernen dieser beiden Stadtteile besteht die Gemeinde aus zahlreichen kleineren Ortsteilen, darunter Berghausen, Brenscheid, Loh, Möcking, Osenberg und Rafflenbeul.

### Nachbarkommunen
Breckerfeld grenzt an folgende Städte und Gemeinden (im Uhrzeigersinn, beginnend im Norden): Hagen, Schalksmühle, Halver (beide Märkischer Kreis), Radevormwald (Oberbergischer Kreis) und Ennepetal (Ennepe-Ruhr-Kreis).
Nachbarkommunen nach Himmelsrichtungen:
|              | Hagen                                       |              |
| Ennepetal    | Kompassrose, die auf Nachbargemeinden zeigt |              |
| Radevormwald | Halver                                      | Schalksmühle |

## Geschichte
Der Breckerfelder Höhenrücken könnte bereits in der Antike besiedelt gewesen sein, denn man fand 1989 in der Flur Windhagen eine römische Statuette des Mars aus dem 2. Jahrhundert n. Chr. Auch einige römische Münzfunde bei Bühren aus dem 1. bis 3. Jahrhundert könnten Hinweis für kleinere germanische Siedlungen in dieser Zeit sein, es könnte sich aber auch nur um Verluststücke handeln.
An den im Hochmittelalter so wichtigen Höhenwegen entstand an der Kreuzung der Handelsstraßen Dortmund–Frankfurt bzw. Dortmund–Köln Ende des 12. Jahrhunderts der Ort Brecheruuelde.
Die erste schriftliche Erwähnung des Ortes geht zurück in das Jahr 1184: Der Müller Eppechinus aus dem uicus Brecheruuelde war bei Wartungsarbeiten mit seinem Arm in das Mühlradgetriebe geraten und schwer verletzt worden. Er rief den Hl. Anno (Erzbischof Anno II. von Köln 1056–1075) um seine Fürsprache an und seine Wunden fügten sich wieder zusammen. Aus Dankbarkeit pilgerte der Geheilte zum Grab Annos nach Siegburg, wo Mönche seine Geschichte in einer Klosterhandschrift festhielten.
Der Ort entwickelte sich rasch als Markt-, Gewerbe- und Kirchort. Das wichtigste Handelsgut von Breckerfeld wurde der Stahl, der in den umliegenden Wäldern aus Raseneisenstein gewonnen wurde. Die vielen kleinen Erzvorkommen wurden von Bauern und Waldschmieden abgebaut und in einfachen Rennöfen verhüttet. Zahlreiche in das 11. Jahrhundert datierbare Schlackehügel in den umliegenden Wäldern zeigen bis heute die Plätze der damaligen Erzgewinnung in den Kohlenmeilern. Der gefertigte Stahl wurde von Breckerfeld aus in Holzfässern z. B. nach Köln transportiert oder (wegen der Brandgefahr) in außerhalb der Stadtmauern liegenden Schmieden zu Messern und Dolchen weiterverarbeitet.
Die Stadt entwickelte sich rasch, schon bald wurde die bisherige Pfarrkirche zu klein, und man begann um 1390 mit dem Bau einer Basilika, heute die einzige spätgotische Basilika Westfalens. Sie wurde Jakobus dem Älteren geweiht, da die Handelsstraßen zugleich Jakobswege, Pilgerwege nach Santiago de Compostela waren. 1396 erhielt Breckerfeld aufgrund seiner grenznahen Lage von seinem Landesherrn, dem Grafen Dietrich II. von der Mark, die Stadtrechte verliehen. Der Graf versprach sich von der noch unbefestigten Stadt wohl auch strategische Vorteile, da sie an der Grenze zum Herzogtum Berg lag, mit dessen Herzog er in einer Dauerfehde lag. Dietrichs Nachfolger, die Herzöge von Kleve, befestigten die Stadt und verliehen ihr das Zollrecht sowie das Recht, eine Schlacht-, Brau- und Mahlsteuer zu erheben. Im frühen 15. Jahrhundert wurde Breckerfeld Münzstätte.
Mitte des 15. Jahrhunderts stand der Stahlhandel Breckerfelds in voller Blüte, die Stadt wurde Mitglied der Hanse und seine Kaufleute bereisten ganz Europa. Ihre Aufenthalte lassen sich bereits im 14. Jahrhundert in Köln, Brügge und London nachweisen, im 15. Jahrhundert hielten sie sich in Lübeck, wo ein Kort von Breckerfeld 1420 auch als Bürgermeister geführt wird, in Riga, Reval, Nowgorod oder Moskau auf. Ihre Söhne wurden als Juristen und Theologen an Universitäten wie von Köln oder Rostock ausgebildet.
Begehrt und berühmt war der sogenannte „Breckerfelder“. Dabei handelte es sich vermutlich um einen Kurzdolch. Nicht selten wurden diese Messer „veredelt“ und hochstehenden Persönlichkeiten verehrt.
Im 16. Jahrhundert schwand die Wirtschaftskraft der Stadt. Auch in anderen europäischen Ländern wurde nun Stahl in ähnlicher Qualität wie in Breckerfeld produziert, vor allem die Nutzung der Wasserkraft in den Flusstälern, mit der Eisen und Stahl nun andernorts weitaus billiger und besser verarbeitet werden konnte, brachte für Breckerfeld den wirtschaftlichen Niedergang.
1520, 1557, 1628, 1655, 1658, 1711 und 1727 suchten auch noch verheerende Brände die Stadt heim. Im Jahr 1719 wohnten nur noch 483 Bürger und 441 Kinder in der Stadt. Der letzte Brand war so zerstörerisch, dass der Landesherr, Friedrich Wilhelm I. von Preußen, am 8. September 1728 eine Generalkollekte durchführen ließ, um die Not zu lindern. Doch er musste auch noch anderweitig eingreifen: Die reformierte Gemeinde der Stadt hatte bei dem Brand ihr Gotteshaus verloren. Die lutherische Gemeinde weigerte sich aber trotz königlichen Befehls, ihre Jakobus-Kirche zur Mitnutzung zur Verfügung zu stellen. Erst der Einsatz von 264 Soldaten zwang die aufmüpfigen Christen zur Toleranz. Die erste authentische Ansicht der Stadt stammt aus dem Jahre 1856, aus der Feder des Dortmunder Zeichners Joseph Lübke. Mit seiner Zeichnung hatte der Künstler auch erstmals eine (ferne) Ansicht der 1812 erbauten Windmühle geliefert.
Auch die Webstühle, die Mitte des 18. Jahrhunderts kurzfristig eine kleine Textilindustrie begründeten, konnten der Wirtschaftskraft der Stadt keinen Schwung mehr verleihen.
Im Rahmen der umfangreichen kommunalen Neugliederung unter dem französischen Satellitenstaat Großherzogtum Berg wurde das Kirchspiel Breckerfeld 1808 in die zwei Gemeinden Stadt Breckerfeld und Landbezirk Breckerfeld unterteilt. Bald nach der Völkerschlacht bei Leipzig 1813 löste sich das Großherzogtum faktisch auf und mit dem Wiener Kongress 1815 wurde der größte Teil des Gebietes u. a. Breckerfeld preußisch. Preußen übernahm die bestehende kommunale Gliederung ab 1816, so dass die Stadtgemeinde Breckerfeld und die Landgemeinde Breckerfeld im 19. Jahrhundert beide eigenständige Gemeinden im Landkreis Hagen waren. Die Landgemeinde Breckerfeld bildete dabei mit den Landgemeinden Dahl und Waldbauer zusammen das Amt Breckerfeld.
Zur Stadtgemeinde Breckerfeld zählten 1895 folgende Wohnplätze (originale Schreibweise): Kernstadt Breckerfeld, Breloh, Drehe, Ecklöh, Epscheid, In der Epscheid, Knapp, Königsheide, Landwehr, Neuenhaus, Ober Bühren, Pulvermühle, Priorei, Reckhammer, Sonnenschein, Vogelsruthe und Wengeberg.
Zur Landgemeinde Breckerfeld gehörten die Wohnplätze (originale Schreibweise): Altenbreckerfeld, Altenfelde, Am Neuenhaus, Am Rohlande, Berghausen, Brandten, Brauck, Bossel, Brenscheid, Bühren, Dahlerbrück, Delle, Dörnen, Ebbinghausen, Ehringhausen, Eicken, Epscheid, Finkenberge, Finkenberger Mühle, Fischersheide, Frettlöh, Funkenhaus, Glör, Groll, Habauck, Hammachersheide, Handweiser, Haschenschlage, Hasenkehr, Heide, Holand, Im Holle, Holthausen, Hüsmecke, Huxard, Im Dahl, Im Schlüchtern, Kamp, Klevinghausen, Klütingsbecke, Königsheide, Kotten, Krägeloh, Krallenheide, Kückelshausen, Langscheid, Lausberg, Lehmenhause, Loh, Lorenzheide, Mühle, Neuenloh (Oberneuenloh und Niederneuenloh), Niedernheede, Obernheede, Peyinghausen, Rohland, Ruggenfeld, Saale, Schaffland, Schlagbaum, Im Schlage, Schlatzenbecke, Schneidenmühle, Siepen, Steinbach, Steupingen, Stöcken (=Bührener Schule), Walkmühle, Wanscheid, Weißenpferd, Weuste, Windhagen und Wittenstein.
Ein wegen seiner Kurzlebigkeit kaum beachtetes Gewerbe entstand im 19. Jahrhundert: das Uhrmacherhandwerk. Gebaut wurden Standuhren von den Uhrmachern Schmirnbach und Flüß.
Die Stimmung in Breckerfeld war am Ende des 19. Jahrhunderts offenbar so schlecht, dass 1896 sogar die 500-Jahr-Feier abgesagt wurde. Die Entwicklung der Stadt war hinter den Erwartungen zurückgeblieben, nicht zuletzt, da Breckerfeld nicht an das Eisenbahnnetz angeschlossen war. Die „Postkutschenzeit“ ging erst 1907 zu Ende, als die Kleinbahn Haspe–Voerde nach Breckerfeld verlängert wurde.
Die Landgemeinde Breckerfeld wurde 1899 mit der Stadtgemeinde Breckerfeld zu der erweiterten Stadt Breckerfeld vereinigt.
Am 1. Januar 1970 wurde die ehemals selbstständige Gemeinde Dahl in die Stadt Breckerfeld eingemeindet – auch bekannt als Breckerfeld 2. Im Zuge der kommunalen Neugliederung in Nordrhein-Westfalen, insbesondere bei den Beratungen zum Sauerland-Paderborn-Gesetz, war erörtert worden, Breckerfeld in die benachbarte kreisfreie Großstadt Hagen einzugemeinden. Hiergegen erhob sich in Breckerfeld erheblicher Widerstand der Bevölkerung, der sich unter anderem in einer Demonstration am 7. September 1974 von etwa 1000 Breckerfelder Bürgern in der Hagener Innenstadt manifestierte. Der Landtag beschloss schließlich lediglich die Umgemeindung des 1970 an Breckerfeld angeschlossenen Stadtteiles Dahl in die Stadt Hagen mit Wirkung zum 1. Januar 1975.
Am 1. Januar 1975 wurde die Gemeinde Waldbauer, heute Zurstraße, eingemeindet. In den letzten Jahrzehnten nahm die Stadt eine Aufwärtsentwicklung. So wurde Mitte der 1960er Jahre nicht nur ein Industrie- und Gewerbegebiet nördlich der Innenstadt ausgewiesen, die Zahl der Einwohner stieg stetig an und südlich der Stadt entstanden umfangreiche neue Wohngebiete.
Breckerfeld ist seit dem Mittelalter Hansestadt, was seit dem 24. Juli 2012 auch offiziell im entsprechenden Namenszusatz betont wird.
Im Mai 2023 geriet das in Breckerfeld liegende Angelparadies Steinbachtal überregional in die Medien, als es zu einer Razzia gegen die ’Ndrangheta kam. Anfang 2025 lagen die Anklagen gegen acht Angeklagte vor die im oder für das Angelparadies gearbeitet haben.

## Politik

### Ergebnisse der Kommunalwahlen 2020 in Breckerfeld
Die Sitze im Stadtrat verteilen sich nach dem Ergebnis der Kommunalwahl 2020 folgendermaßen auf die einzelnen Parteien:
| Partei | Stimmen | % (2020) | % (2014) | +/−     | Sitze (2020) | Sitze (2014) | +/− |
| --- | ------- | -------- | -------- | ------- | ------------ | ------------ | --- |
| CDU | 2.106   | 48,5 %   | 47,0 %   | + 1,5 % | 15           | 14           | + 1 |
| SPD | 764     | 17,6 %   | 24,1 %   | - 6,5 % | 5            | 7            | - 2 |
| Bündnis 90/Die Grünen | 744     | 17,1 %   | 12,4 %   | + 4,7 % | 5            | 4            | + 1 |
| WG-Breckerfeld | 422     | 9,7 %    | 11,0 %   | - 1,3 % | 3            | 3            | ±0  |
| FDP | 308     | 7,1 %    | 5,5 %    | + 1,6 % | 2            | 2            | ±0  |
| Gültige Stimmen | 4.344   |          |          |         |              |              |     |
| Ungültige Stimmen | 60      |          |          |         |              |              |     |
| Stimmen Insgesamt | 4.404   |          |          |         | 30           | 30           | ±0  |
| Wahlberechtigte Insgesamt | 7.400   | 59,5 %   | 58,1 %   | + 1,4 % |              |              |     |
| Ratswahl 13.09.2020 BreckerfeldWahlbeteiligung von 59,5 % 50403020100 48,5 %17,6 %17,1 %9,7 %7,1 % CDUSPDGrüneWGdFDPGewinne und Verlusteim Vergleich zu 2014 %p 6 4 2 0 −2 −4 −6 −8+1,5 %p−6,5 %p+4,7 %p−1,3 %p+1,6 %pCDUSPDGrüneWGFDPAnmerkungen:d Wählergemeinschaft Breckerfeld |         |          |          |         |              |              |     |
| Sitzverteilung Ratswahl 13.09.2020 BreckerfeldInsgesamt 30 Sitze - SPD: 5 - Grüne: 5 - CDU: 15 - FDP: 2 - Sonst.: 3 Sonstige: (3 Sitze) > „WG-Breckerfeld“ = 3 Sitze |         |          |          |         |              |              |     |

| Partei | Kandidat*                 | Stimmen | % (2020) |
| --- | ------------------------- | ------- | -------- |
| CDU | Dahlhaus, André           | 3.848   | 88,0 %   |
| | (Nein-Stimmen)            | 525     | 12,0 %   |
| Gültige Stimmen | Gültige Stimmen           | 4.373   |          |
| Ungültige Stimmen | Ungültige Stimmen         | 38      |          |
| Stimmen Insgesamt | Stimmen Insgesamt         | 4.411   |          |
| Wahlberechtigte Insgesamt | Wahlberechtigte Insgesamt | 7.400   | 59,6 %   |
| Bürgermeisterwahl* 13.09.2020 BreckerfeldWahlbeteiligung von 59,6 % 9080706050403020100 88,0 %12,0 % CDUaSonst.bAnmerkungen:a Dahlhaus, Andréb (Nein-Stimmen) |                           |         |          |

### Bürgermeister
Bei der Kommunalwahl 2020 erhielt André Dahlhaus (CDU) ohne Gegenkandidaten 87,99 % der Stimmen.

### Wappen, Flagge und Dienstsiegel
Die Stadt Breckerfeld führt ein Wappen, eine Flagge in der Form einer Hissflagge und eines Banners sowie ein Dienstsiegel, die ihr durch Urkunde des Regierungspräsidenten in Arnsberg vom 20. März 1979 verliehen worden sind.
Wappenbeschreibung
„Das Wappen von Blau und Gelb ist durch einen dreiteilig rot-weiß geschachten Balken geteilt und hat oben eine weiße Lilie.“
Flaggenbeschreibung
„Die Flagge ist von Blau zu Gelb zu Blau im Verhältnis 1:3:1 längsgestreift, in der Mitte der gelben Bahn befindet sich der Wappenschild der Stadt.
 Das Banner ist von Blau zu Gelb zu Blau im Verhältnis 1:3:1 längsgestreift, in der Mitte der oberen Hälfte der gelben Bahn befindet sich der Wappenschild der Stadt.“
Dienstsiegel
Das Dienstsiegel zeigt den Wappenschild der Stadt und führt oben die Umschrift „Hansestadt Breckerfeld“, unten in kleineren Typen „Ennepe-Ruhr-Kreis“.

Wappen
Hissflagge
Banner

### Städtepartnerschaften
Partnerstadt ist seit 1972 Gençay (Frankreich).

## Kultur und Sehenswürdigkeiten
Breckerfeld ist ein staatlich anerkannter Erholungsort.
Die Stadt ist Durchgangsstation des Pilgerweges nach Santiago de Compostela.

### Kunst im öffentlichen Raum
Siehe: Liste von Kunstwerken im öffentlichen Raum in Breckerfeld

### Bauwerke

#### Stadtkern
Im historischen Ortskern Breckerfelds existieren noch heute große Teile der spätmittelalterlichen Stadtmauer (Westring/Ostring). Außerdem befinden sich im Stadtkern überdurchschnittlich viele denkmalgeschützte Gebäude. Auf dem Alten Friedhof findet sich zudem ein Kriegerdenkmal von 1870/71, das dort in den 1960er-Jahren von der Denkmalstraße hinversetzt wurde. Dort bildet es zusammen mit den Ehrenmalen für die Toten des Ersten und Zweiten Weltkrieges und einem Friedenszeichen aus den 1990er-Jahren ein Ensemble, das die Geschichte des öffentlichen Totenkultes in Breckerfeld nachvollziehbar werden lässt.
Im Stadtkern befindet sich darüber hinaus das Heimatmuseum mit alter Hufschmiede, Schusterwerkstatt und Exponaten aus den Bereichen Flachsherstellung und Textilbearbeitung sowie vielen Wechselausstellungen.

#### Evangelische Jakobus-Kirche

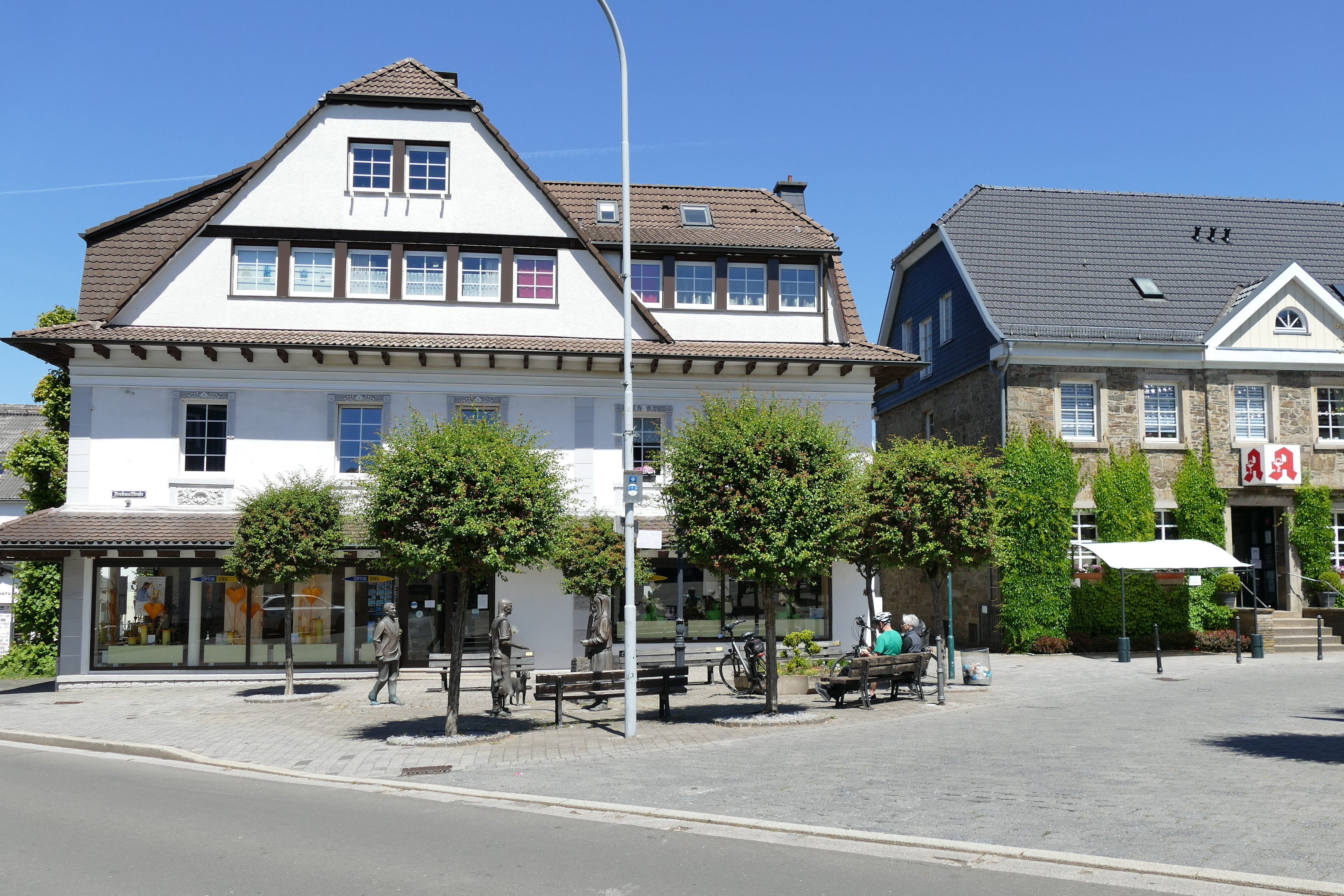
Platz in der Innenstadt – Ecke Frankfurter Straße/Denkmalstraße

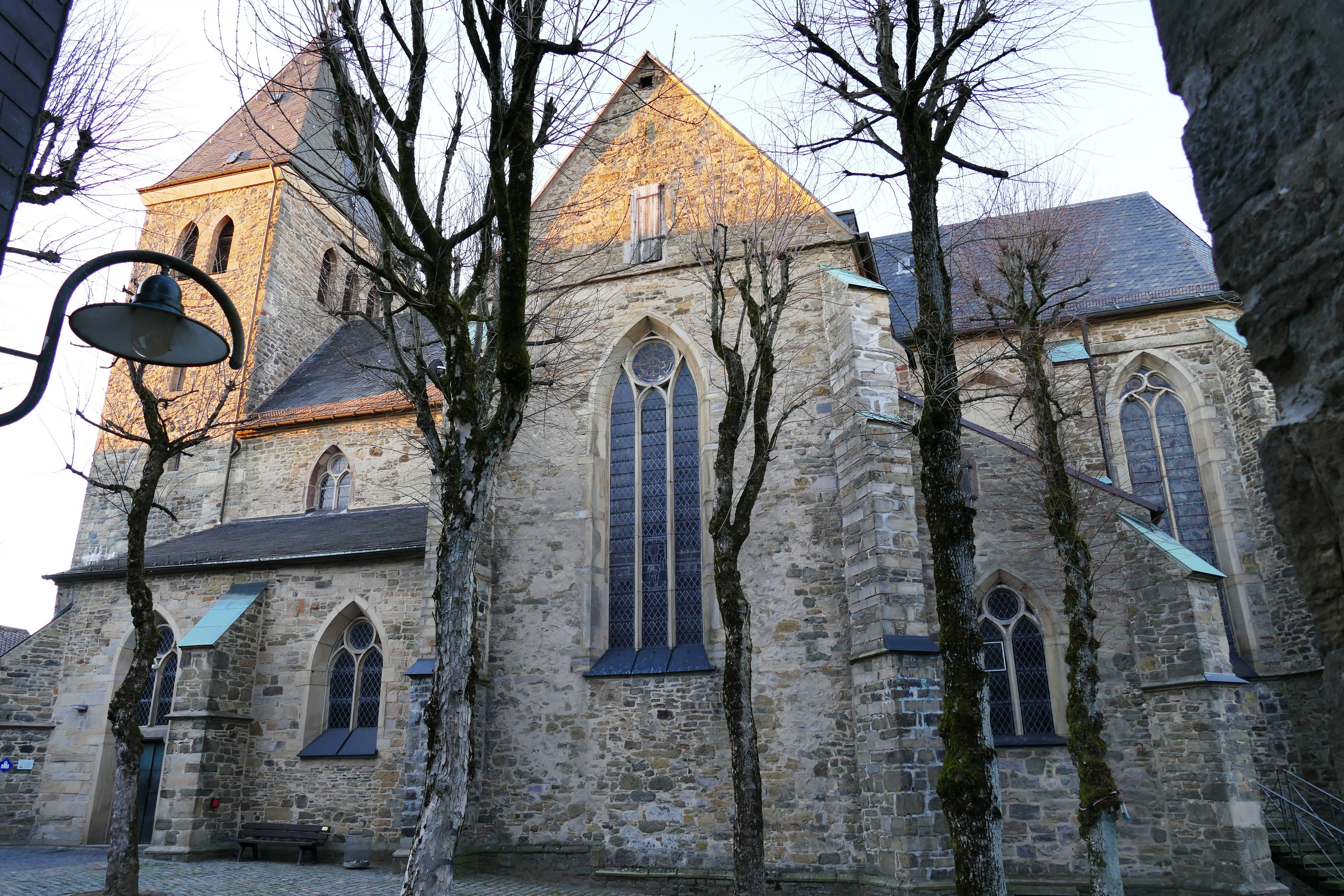
Evangelische Jakobus-Kirche

Das historisch bedeutendste Bauwerk der Stadt ist die evangelische Jakobus-Kirche, die mitten im Zentrum der Stadt bis heute von einem Kirchhof umgeben ist. Sie ist die einzige spätgotische Basilika Westfalens, mit ihrem Bau wurde bereits vor 1390 begonnen. Sie verfügt über einen Flügelschnitzaltar, der zu den herausragendsten Altarwerken des westfälischen Raums gehört. Nach dendrochronologischen Untersuchungen wird seine Entstehung auf die Jahre um 1510 datiert. Nur weibliche Heilige befinden sich auf den Altarflügeln. Jeweils zu sechst – drei in einer Reihe – stehen sie im linken und im rechten Flügel des dreiteiligen Altars. So umgeben sie die Mutter Gottes, die das Jesuskind im Arm hält. Maria wird eingerahmt von den einzigen männlichen Heiligen in dieser Runde: von Sankt Jakobus auf der linken und Sankt Christophorus auf der rechten Seite. Der Altarfuß trägt die drei Altarteile und zeigt das Abendmahl und die Fußwaschung von Petrus. Zum weiteren historischen Inventar der Jakobus-Kirche gehören ein gotisches Kruzifixus sowie eine geschnitzte Barockkanzel.

#### Katholische St.-Jakobus-Kirche
Die ganz in der Nähe stehende katholische St.-Jakobus-Kirche, ursprünglich erbaut als Kirche der reformierten Gemeinde nach dem großen Stadtbrand von 1727, besitzt eine möglicherweise mittelalterliche Pietà und Apostelfiguren sowie ein Taufbecken aus dem Barock.
Vor dem Portal der Pfarrbücherei an der Frankfurter Straße liegt eine ehemalige Mensa (Altarplatte).

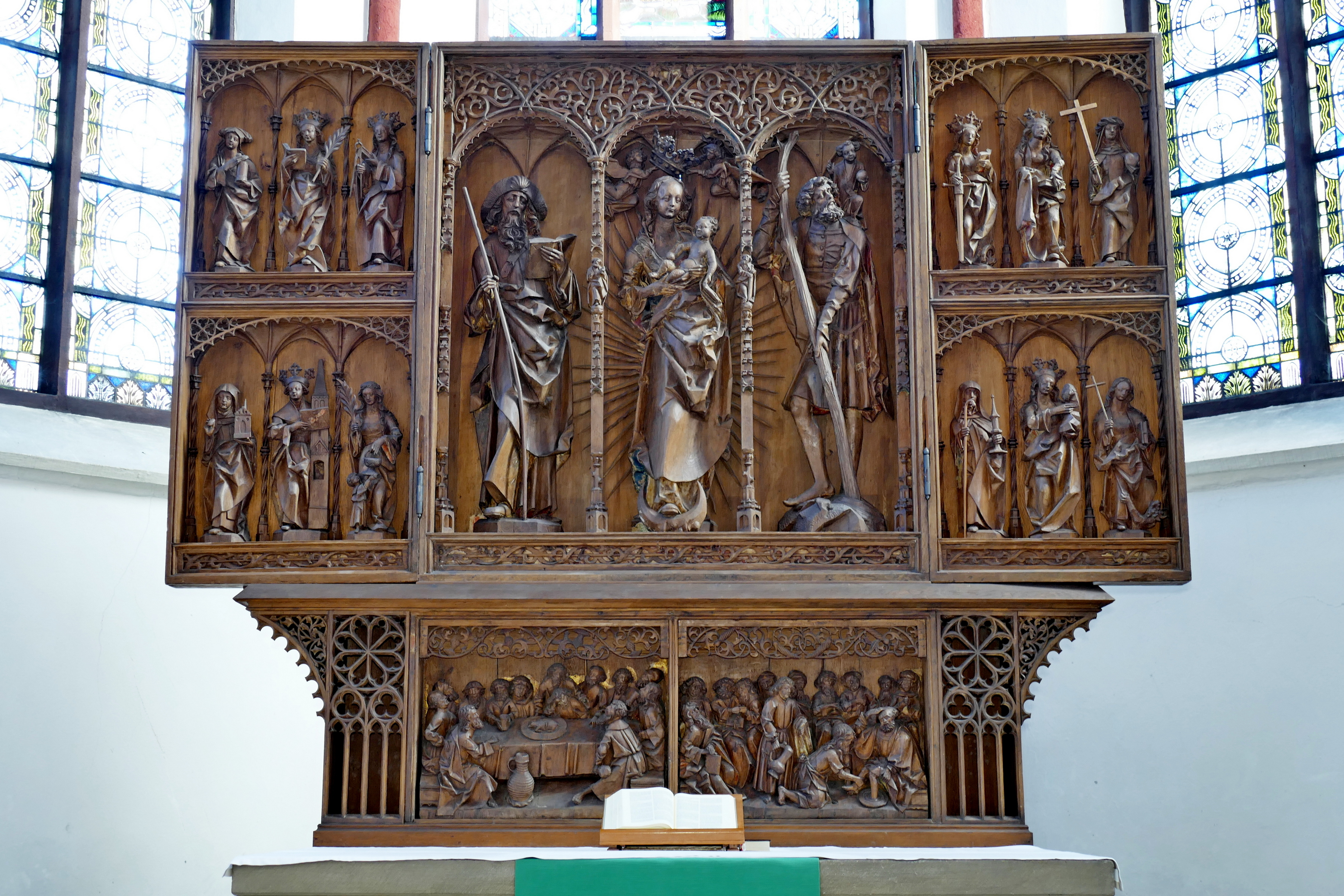
Flügelschnitzaltar in der ev. Jakobuskirche

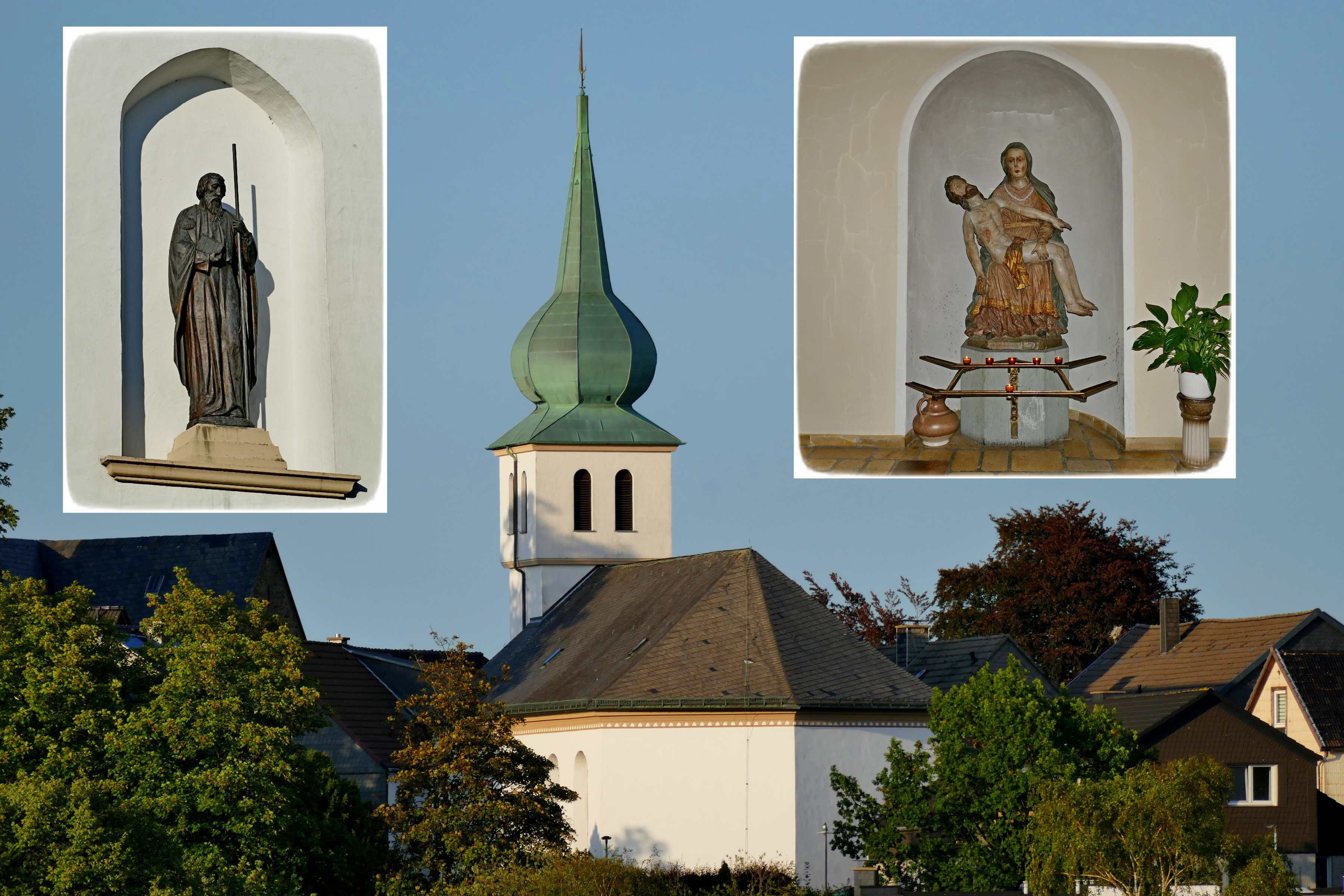
Katholische Kirche St. Jakobus

#### Schutzgebiete für die Natur
Flächen außerhalb der bebauten Ortsteile und des Geltungsbereichs eines Bebauungsplans sind als Landschaftsschutzgebiet Breckerfeld mit 5046,39 ha Flächengröße ausgewiesen worden, sofern kein höherer Schutzstatus wie beispielsweise Naturschutzgebiet (NSG) besteht. Im Stadtgebiet wurde nur das 3 ha große Naturschutzgebiet Saure Epscheid und das 9 ha große Naturschutzgebiet Tal der Ennepe ausgewiesen.

#### Talsperren
Auf dem Stadtgebiet liegen die Ennepetalsperre, die Glörtalsperre und die Heilenbecker Talsperre, die zur Wasserversorgung und zur Flussregulierung der Ruhr eingesetzt werden.

#### Sonstiges
Ende der 1990er-Jahre wurde auf dem Stadtgebiet der aus mehreren Gebäuden (Mühle, Backspeicher, Kornspeicher, Bienenhaus, Backhaus, Krämerladen, Kaffeestube) bestehende Mühlenhof Breckerfeld zur touristischen Nutzung errichtet.

### Wintersport
In Breckerfeld werden im Winter am Rande der Ortschaft Epscheid bei ausreichendem Schneefall Loipen mit einer Gesamtlänge von etwa 2,5 Kilometern gespurt.

### Veranstaltungen

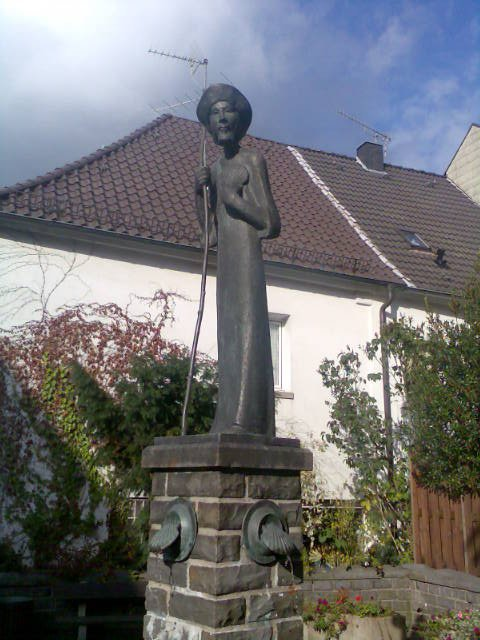
Jakobusbrunnen in Breckerfeld

Ende April veranstaltet der Heimatverein der Stadt Breckerfeld e. V. das jährliche Aufstellen des Maibaumes auf dem Parkplatz Hochstraße. Die Tradition des Maibaumaufstellens wurde im Jahre 1988 wieder aufgenommen. Der Heimatverein hat die Organisation unter Mithilfe der ortsansässigen Geschäftsleute übernommen.
Der Bauernschützenverein von 1396 veranstaltet in seiner Heimatstadt Breckerfeld nunmehr seit mehr als 300 Jahren jährlich das traditionelle Bauernvogelschießen. Samstagmorgens formiert sich der Zug der Bauernschützen in blauen Kitteln vor der Gaststätte Flüs, um nach einem gemeinsamen Marsch zum Rathaus den Bürgermeister abzuholen.
Die gleichzeitig stattfindenden Veranstaltungen Junggesellen-Schützenfest und Jakobuskirmes locken jedes Jahr viele Besucher nach Breckerfeld. Das traditionelle Junggesellen-Schützenfest beginnt freitags mit einer Zeltparty im großen Festzelt am Busbahnhof. Samstags ab 11 Uhr ziehen die Junggesellen nach dem Antreten am Festzelt zur Schießwiese an der Wahnscheider Straße, wo das Pfänder- und Königsschießen stattfindet. Sonntags findet ein Frühschoppen statt.
Waren aus der Land- und Forstwirtschaft der Breckerfelder Landwirte werden Ende September auf dem Breckerfelder Bauernmarkt angeboten.
Der Breckerfelder Weihnachtsmarkt findet stets am zweiten Adventswochenende auf dem Kirchplatz rund um die alte Jakobuskirche statt.

## Wirtschaft und Infrastruktur

### Wirtschaft
Früher war die Wirtschaft im Breckerfelder Raum gekennzeichnet vom Erzbergbau, der Eisen- und Stahlerzeugung sowie der Metallverarbeitung.
Auf dem Stadtgebiet Breckerfelds befinden sich zwei Gewerbegebiete, darunter das Gewerbegebiet Südlich Königsheide. Weitere Unternehmen sind zum Teil in den Rest des Stadtgebiets integriert.

### Verkehr
Bahnverkehr

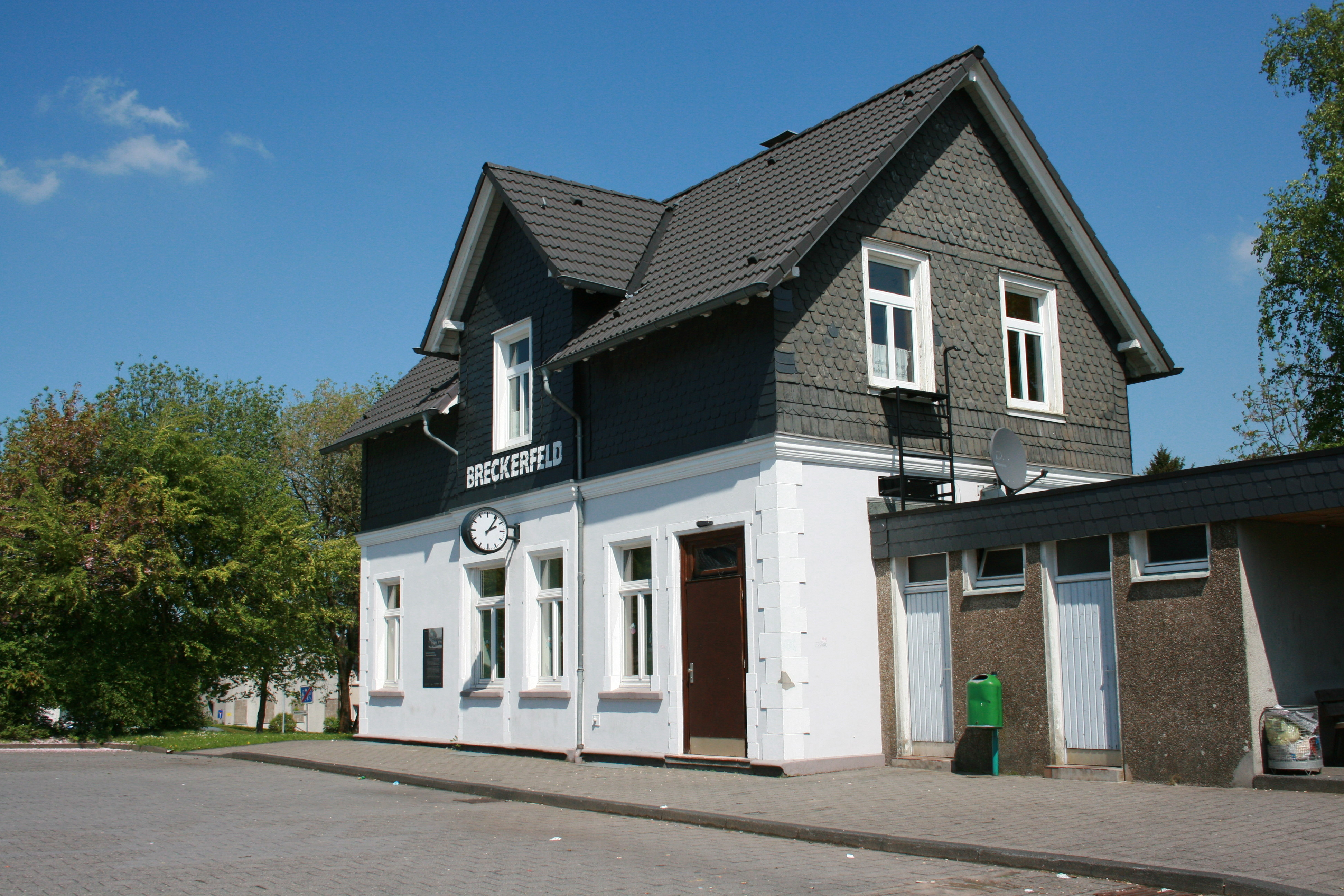
Ehemaliger Bahnhof von Breckerfeld

Der Bahnhof Breckerfeld war Endstation der Kleinbahn Haspe–Voerde–Breckerfeld, die 1963 den Betrieb eingestellt hat.
Die dem Ort heute nächstgelegene Station ist der Bahnhof Dahlerbrück an der Volmetalbahn im Stadtteil Dahlerbrück der Nachbargemeinde Schalksmühle. Der Haltepunkt Breckerfeld-Priorei an vorgenannter Strecke im heutigen Hagener Stadtteil Priorei wurde 1979 aufgelassen.
Busverkehr
Breckerfeld liegt im Verkehrsverbund Rhein-Ruhr und wird im ÖPNV durch mehrere Buslinien mit umliegenden Städte und Gemeinden verbunden. Das Grundangebot bieten drei Linien, welche montags-freitags jeweils im Stundentakt verkehren, am Wochenende meist seltener:
- 84 (MVG): Hagen Hbf – Hagen-Stadtmitte – Hagen-Eilpe – Hagen-Selbecke – Breckerfeld, Busbahnhof – Halver – Kierspe, Am Hedberg (bis ca. 18 Uhr)
- 512 (HST): Dortmund-Syburg – Hagen-Bathey – Hagen-Boele – Hagen-Altenhagen – Hagen Hbf – Hagen-Stadtmitte – Hagen-Eilpe – Hagen-Selbecke – Breckerfeld, Busbahnhof – Breckerfeld-Wengeberg (bis ca. 22 Uhr)
- 550 (VER): Schwelm, Bahnhof – Ennepetal, Milspe – Ennepetal, Voerde – Breckerfeld-Oberbauer – Breckerfeld, Busbahnhof – Breckerfeld, Hattinger Str. (bis ca. 0 Uhr)

In den Abendstunden bis Mitternacht und am Wochenende bis 2 Uhr nachts verkehrt neben der Linie 550 zusätzlich folgende Nachtbuslinie:
- NE 3 (HST): Gevelsberg Hbf – Hagen-Haspe – Hagen-Wehringhausen – Hagen Hbf – Hagen-Stadtmitte – Hagen-Eilpe – Hagen-Selbecke – Breckerfeld, Busbahnhof.

Hinzu kommt mit einer Fahrt morgens und Stundentakt nachmittags die Linie 523 (VER) zwischen Hagen-Dahl, Hagen-Priorei und Breckerfeld, sowie die Schulbuslinien 86 (MVG), 529, 570, 571 und 573 (alle VER) mit ein bis drei Fahrten an Schultagen.

### Bildung
Breckerfeld besitzt eine Grundschule sowie eine kooperative Sekundarschule (St. Jacobus-Schule, Evangelische Sekundarschule Breckerfeld) in Trägerschaft der Evangelischen Landeskirche von Westfalen (EKvW).
Überdies befindet sich die Freie Theologische Fachschule Breckerfeld e. V. auf dem Stadtgebiet.

### Gesundheit
Breckerfeld verfügt über kein eigenes Krankenhaus. Die medizinische Versorgung übernehmen die Krankenhäuser im angrenzenden Hagen, insbesondere das AKH, das aufgrund seiner schnellen Erreichbarkeit bevorzugte Anlaufadresse ist. Die medizinische Grundversorgung übernehmen drei niedergelassene Allgemeinmediziner, ein Rettungswagen des Roten Kreuzes im 24-Stunden-Dienst, drei Zahnärzte und eine Apotheke.
Früher gab es im Ortsteil Waldbauer eine Fachklinik für Epilepsie der V. Bodelschwinghsche Anstalten Bethel. Heute befindet sich auf dem Gelände eine Werkstatt für behinderte Menschen sowie ein stationäres Wohnen für Menschen mit Behinderung.

## Telefonvorwahlen
In Breckerfeld gilt die Vorwahlnummer 02338. Hiervon abweichende Telefonvorwahlen sind:
- 02337 in Bühren,
- 02333 in Holle,
- 02331 in Rafflenbeul und
- 02195 in Schiffahrt

## Persönlichkeiten
Die Liste von Persönlichkeiten der Stadt Breckerfeld enthält die Namen der Söhne und Töchter der Stadt sowie weiterer Personen, die mit Breckerfeld in Verbindung stehen.